# Anthicus comanche
Anthicus comanche är en skalbaggsart som beskrevs av Werner 1964. Anthicus comanche ingår i släktet Anthicus och familjen kvickbaggar. Inga underarter finns listade i Catalogue of Life.